# La Nueva Concepción
La Nueva Concepción är en ort i Mexiko.   Den ligger i kommunen Minatitlán och delstaten Veracruz, i den sydöstra delen av landet, 500 km öster om huvudstaden Mexico City. La Nueva Concepción ligger 14 meter över havet och antalet invånare är 110.
Terrängen runt La Nueva Concepción är mycket platt. Runt La Nueva Concepción är det ganska glesbefolkat, med 29 invånare per kvadratkilometer. Närmaste större samhälle är Minatitlán, 19,3 km norr om La Nueva Concepción. Omgivningarna runt La Nueva Concepción är en mosaik av jordbruksmark och naturlig växtlighet.